# 銃創

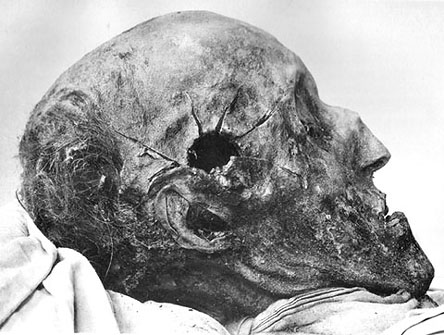
スウェーデン国王カール12世の遺体。頭蓋骨に銃創が見える。

ロシア製銃弾による銃創(射創管)

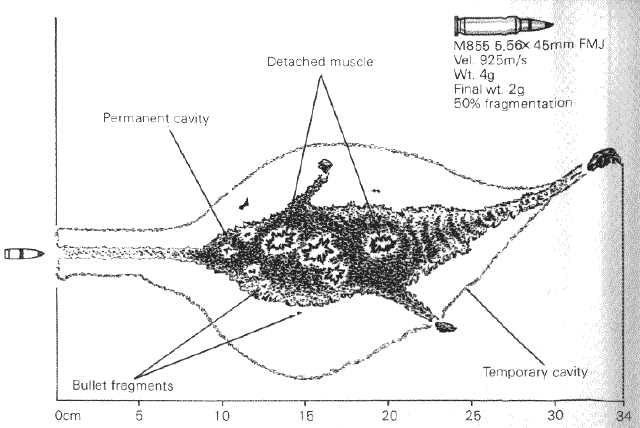
5.56x45mm NATO弾

銃創（じゅうそう）とは、鋭器損傷の一種であり、銃弾が高速で人体を侵襲するだけでなく火薬、ガス等も関与し独特な成傷機転をもつ創傷である。医学用語では射創（しゃそう、gunshot wound, 略称: GSW）と呼ぶ。
人体内に入った銃弾は弾道上の組織を挫滅させながら運動エネルギーの減衰分を放射状に発散して周囲の組織を圧排することで銃弾の直径よりも大きな一過性空隙を形成して、周囲組織を傷害しながら運動エネルギーがなくなるか、人体を貫通するまで進む。特に、銃弾の運動速度が水中の音速（厳密には生体中の音速）を大きく超える場合には衝撃波が体内に投射され、周囲の組織の圧排が大きくなる。そのため、「挫創（ざそう）」か「裂創（れっそう）」に分類される。
銃弾の身体への侵入口を射入口 (entrance GSW)、体内の創洞を射創管 (wound track)、出口を射出口 (exit GSW) という。

## 種類

### 形態による分類
貫通射創 (perforating GSW)
銃弾が身体を貫通して生じた創
頭蓋、胸腔、腹腔などの体腔を貫通したものを穿透創という。射入口と射出口を有する。射入口は円く、創縁は挫滅され、大きさは銃丸直径より小さいことが多い。三八式歩兵銃の場合、直径3 - 4ミリメートルである。射出口は円く、あるいは楕円形で、射入口より大きく、不正変形しているのが常である。骨の損傷を伴う場合などでは射出口が著しく大きく、また不正裂創状であることがある。近距離銃創では射入口が比較的大きく、創付近が煙渣で黒くなるのが常であるので、射距離の判別ができることがある。
盲管射創 (penetrating GSW)
銃弾が人体内に留まっている創
散弾射創 (shotgun wound)
散弾によって多数の射創が同時に発生した創
擦過射創 (graze wound)
銃弾が人体表面を擦過して出来た創
いわゆる、弾がかすった状態である。

### 被弾時の距離による分類
銃口から人体の皮膚表面までの距離によって以下のように区別される。創の状態と弾丸の種類から撃たれた時の射撃距離を推測することができるため法医学においては重要な概念である。
接射創 (contact wounds)
銃口が皮膚に接している状態で撃たれた場合
皮膚表面に黒く焦げた挫滅輪が生ずる、未燃焼火薬が皮膚へ貫入していることが特徴である。
また、傷口が星形に見えることから星型裂創とも。
準接射創 (near-contact wounds)
銃口が皮膚に接触していないが皮膚表面に黒く焦げた挫滅輪が生じている場合
未燃焼火薬が皮膚へ貫入していることが特徴である。
近射創 (intermediate-range wounds)
未燃焼火薬が発射後放射状に広がる射撃距離での損傷である。
射入口周囲に煤暈と火薬輪が見られることが特徴である。
遠射創 (distant GSW)
創口周囲に挫滅輪があるが、火薬輪や刺青暈が無い。

### ICD-10分類
疾病及び関連保健問題の国際統計分類(ICD)による分類ICD-10では(X85-Y09) 加害にもとづく傷害及び死亡などの形で以下のように分類している。
加害にもとづく傷害及び死亡
- X93 拳銃の発射による加害にもとづく傷害及び死亡
- X94 ライフル，散弾銃及び大型銃器の発射による加害にもとづく傷害及び死亡
- X95 その他及び詳細不明の銃器の発射による加害にもとづく傷害及び死亡

生物によらない機械的な力への曝露
- W32 拳銃の発射
- W33 ライフル，ショットガン及び大型銃器の発射
- W34 その他及び詳細不明の銃器の発射

故意の自傷及び自殺
- X72 拳銃の発射による故意の自傷及び自殺
- X73 ライフル，散弾銃及び大型銃器の発射による故意の自傷及び自殺
- X74 その他及び詳細不明の銃器の発射による故意の自傷及び自殺

不慮か故意か決定されない事件
- Y22 拳銃の発射，不慮か故意か決定されないもの
- Y23 ライフル，散弾銃及び大型銃器の発射，不慮か故意か決定されないもの
- Y24 その他及び詳細不明の銃器の発射，不慮か故意か決定されないもの

法的介入及び戦争行為
- Y35.0 銃器による法的介入
- Y36.4 銃器及びその他の通常の戦闘を伴う戦争行為

## 統計
2016年、銃器による死者は世界全体で251,000人。そのうち161,000人(64%)が攻撃によるもの、67,500人(27%)が自殺、23,000 (9%) が事故によるものであった。

## 死因と治療
一般的な死因には、出血による循環血液量減少性ショック、気胸による窒息、心臓や重要な血管、脳や中枢神経系の損傷などによるものである。
骨が破砕された場合、骨片が他の臓器などに被害を与え別の合併症を引き起こす。
応急処置
止血が重要である。重要な血管が傷ついて噴き出すように血が出る動脈性出血の場合、1分で死亡率が50%となり、それ以外でも死因として出血が多い。そのため、医療関係者が到着するまで現場にいる人間が止血して延命する必要性があった。こういった事情から、ホワイトハウスでは一般市民に止血方法を教育する Stop the Bleed キャンペーンを2015年10月に開始した。
ガーゼを傷口に押し込むくらいでないと効果がない。生理用品のタンポンは銃創にフィットするサイズなので、銃創の止血に用いられる。
感染症
兵士の場合は、Combat Wound Medication Pack、もしくは、combat pill pack と呼ばれる鎮痛剤・抗菌剤・止血剤などがひとまとめになった錠剤が渡され、負傷後に飲むようにしている。傷口は、感染症とならないよう清潔なガーゼなどで抑えて止血する。こういった抗菌剤などがなかった時代では、傷口から細菌が侵入し感染症となったあと細胞の壊死が広がり四肢切断で食い止めることが行われた。
感染は1-5％と高くはないが、傷口に毛髪・皮膚・骨片が残されていると、創感染、髄膜炎、脳室炎、脳膿瘍などを引きおこす可能性がある。ガス壊疽を起こす場合が多く、戦争や災害などによる外傷性の傷では、クロストリジウム性ガス壊疽が起きやすい。血行不良の酸素不足な部分では嫌気性菌が繁殖したり、雑菌により敗血症となる。
鉛中毒（鉛毒、鉛銃弾遺残症）
体の中に残ると中毒症状を起こすため、弾を摘出することが求められる。19世紀まで消毒の概念がなく素手で取り出していたため、敗血症の死者・被害の拡大を出していた。
骨折
Gustilo分類という開放骨折の段階と治療方針を考えるときの指標を使用する。小口径拳銃の場合I・IIのような傷となる。可能な限り骨の破片は取り除く。
防弾ベスト外傷
防弾ベストを着こんでいても、着弾の運動エネルギーは防弾ベストを変形させ防弾ベスト外傷を起こす。内容は、鈍的損傷・骨折などである。
即死
心臓や脳などの重要な臓器が破壊された場合や、外部に吹き飛んだ場合は即死する。ヘッドショットを受けた場合、まれに脳がそのままの状態で外部に吹き飛ぶ Kronlein shot という状態になることをスイスの外科医Rudolf Ulrich Krönleinが報告し、その後もたびたび報告される。
長期的な症状
鉛中毒。銃創を受けた患者の半数は心的外傷後ストレス障害（PTSD）やうつ病に悩まされる。
医療従事者にもたらす影響
銃乱射事件などで銃創を負った被害者が手術室に次々と運び込まれる局面は、医療従事者のメンタル面にも大きな影響を与える。銃創を手当てした外科医が発症する心的外傷後ストレス障害は、イラクやアフガニスタンの戦争に従事した兵士と同レベルとされる。

## ゴム弾の負傷
ゴム弾を至近距離から銃撃した場合、脳損傷、気管や動脈などへの致命傷、脊椎骨折などにより死亡する場合があるため低致死性兵器として扱われる。
1990年-2017年の27年間のイスラエル、パレスチナ自治区、アメリカ、インド、北アイルランド、スイス、トルコ、ネパールなどの報告を調査し、負傷者1984人のうち53人（全体の3%）が死亡し、全生存者のうち約300人（15.5%）に失明や臓器摘出を行う必要のある傷など身体障害が残ることが判明している。
それ以外でも、骨や筋肉に重傷を与えることがある。

## 治療の歴史
日本の戦国時代には、金創医という医者が従軍して弾を抉り出していた。また、民間療法で馬の糞から作られた馬糞汁を飲むのが良いとされた。
1497年に、ドイツ人外科医（傷治療者：Wundarzt ）Hieronymus Brunschwigは、世界で初めて銃創の治療（火薬の毒 Pfolspeundt、焼灼止血法）について記述した『Das buch der cirurgia: hantwirckung der wundarztny.』を執筆した。
フランス王室公式外科医アンブロワーズ・パレは、焼灼止血法を止め、軟膏（卵黄・バラ油・松脂から作られた軟膏）による止血を導入し、1545年に銃創に関する論文を執筆した。
1596年に、イギリス人外科医William Clowesは、創傷清拭、異物の摘出、創傷治療で焼灼止血をやめること、もともと弾丸は無毒だが発射前に弾丸に塗られた毒についての教科書を作成した。
1880年代まで、銃創を治療するための一般的な方法は、医師が殺菌されていない指などを傷に入れて弾丸をほじくり返すことであった。1881年に暗殺された第20代アメリカ大統領ジェームズ・ガーフィールドは弾丸が見つからず、16人の医師が殺菌していない器具や手で弾丸を探し回ったため感染症となり死亡した。
大統領の暗殺から二日後に、銃創治療の第一人者として知られるようになる医師George E. Goodfellowは、石鹸で手を洗い、銃で撃たれた患者の傷をウイスキーで消毒して、開腹術を行い命を救っている。
1895年に、レントゲンが発明され、体内に残った銃弾の位置が特定できるようになった。
アメリカでは、1979年にAdvanced trauma life supportという二次救命処置（設備の整った病院での救命措置）を開発した。
日本においては、2018年3月に2020年のオリンピックに向け、一般社団法人 日本外傷学会 東京オリンピック・パラリンピック特別委員会は『銃創・爆傷患者診療指針〔 Ver.1 〕』を作成した。